# Pierre Bernardini
Pierre Bernardini   est un leader politique et syndical de la CGT et du PCF, né le 27 juillet 1940 à Paris (XIVe arr.), mort le 16 novembre 2017 à Nanterre (Hauts-de-Seine) qui fut un des fondateurs et animateurs du Collectif de Défense des Victimes de l’Amiante Renault Ile-de-France. 

## Biographie
Fils d’un cuisinier à l’EDF et d’une femme de ménage, Pierre Bernardini obtint un CAP d’ajusteur en 1957 puis fut embauché dans la foulée chez Renault à Boulogne-Billancourt où il effectua la première partie de sa carrière, comme délégué du personnel CGT jusqu’en 1967 et responsable des activités sportives du Comité d’entreprise.
Dans les années 1960, il est témoin de la révolution dans
le travail des outilleurs façonnant les matrices de presse, qui est grandement allégé par l'apparition des fraiseuses à copier dont l' usage est encore très loin d’être général mais précurseur de l'arrivée des machines à commande numérique plus tard. Il l'expérimente  sur la finition du pavillon de 4CV, la voiture la plus vendue à l'époque. 
Un accident de ski au moment de son incorporation à l’armée lui permit de ne pas partir faire la Guerre d'Algérie mais dans le régiment du Train à Montluçon (Allier). 
À la fin de l’année 1967, il devient permanent du PCF pour la section Renault, avant de devenir secrétaire de section pour la ville de Rueil-Malmaison (Hauts-de-Seine) jusqu’en 1977. 
En février 1970, lors d’une rixe pour dégager les Jeunesses communistes à l’université de Nanterre, il fut blessé par une projection de bouteille et des coups à la tête, qui l’immobilisèrent plusieurs mois.  Sur ordre de la direction du PCF, Pierre Bernardini, rassemble une dizaine de militants pour les libérer, sans voir que les ravisseurs les suivent ensuite jusqu'au parking avec des barres de fer et des poches pleines de poudre, de tessons de verre et de grenaille.
Une Austin, où sont montés des amis de Bernardini, est attaquée à coups de barre de fer et lui-même, qui n'a pas eu le temps d'y monter, est blessé par une projection de bouteille et des coups à la tête, qui l’immobilisèrent plusieurs mois avec une double fracture du crâne et dix jours de coma. 
Il redevient permanent de 1977 à 1983 à la section Renault du PCF puis réintègre l’usine en mars 1983 au département d’outillage et devient délégué CHSCT de 1983 à 1998. En 1998, il s'est éloigné du PCF pour des désaccords progressifs sur l’union de la gauche.
Cofondateurs du Collectif de Défense des Victimes de l’amiante Renault Ile-de-France, Pierre Bernardini milita dans l'association nationale et anima des débats sur « la santé au travail » lors des congrès du PCF ainsi que dans l’amicale des locataires de Nanterre.